# Love Won't Let Me Wait
Love Won't Let Me Wait è un singolo di Major Harris pubblicato nel 1974.

## Tracce
Love Won't Let Me Wait/Each Morning I Wake Up
1. Love Won't Let Me Wait – 3:47 (Bobby Eli, Vinnie Barrett)
2. Each Morning I Wake Up – 3:45

Love Won't Let Me Wait/After Loving You
1. Love Won't Let Me Wait – 3:47 (Bobby Eli, Vinnie Barrett)
2. After Loving You – 3:45